# Hanspeter Gass
Hanspeter Gass (* 12. August 1955 in Basel) ist ein Schweizer Politiker (FDP) und war von  2006 bis 2013 Regierungsrat des Kantons Basel-Stadt. Er war Vorsteher des Justiz- und Sicherheitsdepartements.

## Leben
Gass absolvierte eine Lehre als Speditionskaufmann und arbeitete anschliessend in einer internationalen Transportfirma. Von 1980 bis zu seinem Amtsantritt als Regierungsrat 2006 war er Stellvertretender Verwaltungsdirektor des Theaters Basel. Ab 1986 war er gleichzeitig Geschäftsführer der Vorsorge-Stiftung der Theatergenossenschaft Basel. Berufsbegleitend erlangte er folgende Ausbildungen:
- 1982 Höheres Wirtschaftsdiplom
- 1990 Eidgenössischer Fachausweis als Verwaltungsfachmann für Personalvorsorge
- 1992 Eidgenössischer Fachausweis als Sozialversicherungsfachmann
- 1994 Eidgenössisches Diplom als Sozialversicherungsexperte

Gass gehörte von 2001 bis 2006 dem Grossen Rat des Kantons Basel-Stadt an. Er trat 2006 erst im zweiten Wahlgang der Ersatzwahl für den zurückgetretenen Jörg Schild an, nachdem sich die bisherige FDP-Kandidatin Saskia Frei zurückgezogen hatte, weil sie im ersten Wahlgang vom 12. Februar 2006 hinter dem absoluten Mehr zurückgeblieben war. Gass wurde am 19. März 2006 mit einem Stimmenanteil von knapp 63 Prozent gewählt. Bei den Gesamterneuerungswahlen vom 14. September 2008 blieb Gass unter dem absoluten Mehr. Da sich jedoch in der Folge alle anderen Gegenkandidaten zurückzogen, wurde Gass in stiller Wahl wiedergewählt. Bei der Regierungsratswahl im Oktober 2012 trat er nicht mehr an. Sein Nachfolger im Regierungsrat wurde Baschi Dürr.